# Marshall W. Nirenberg

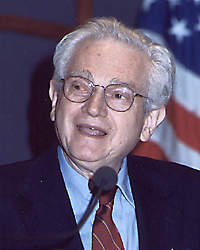
Marshall W. Nirenberg 2003.

Marshall W. Nirenberg, född 10 april 1927 i New York i New York, död där 15 januari 2010, var en amerikansk biokemist, genetiker och nobelpristagare. 

## Biografi
Nirenberg var son till Minerva (Bykowsky) och Harry Edward Nirenberg. Han utvecklade reumatisk feber som pojke, varför familjen flyttade till Orlando, Florida för att dra nytta av det subtropiska klimatet. Han utvecklade tidigt ett intresse för biologi. 
År 1948 erhöll  han graden Bachelor of Science, och 1952 en mastergrad i zoologi vid University of Florida i Gainesville. Hans avhandling för mastergraden var en ekologisk och taxonomisk studie av nattsländor (Trichoptera). Han tog sin doktorsexamen i biokemi vid University of Michigan, Ann Arbor 1957. Han arbetade sedan ända till sin död  som forskare och laboratoriechef vid National Institutes of Health i Bethesda, Maryland.
Nirenberg tilldelades år 1968 Nobelpriset i fysiologi eller medicin, tillsammans med Har Gobind Khorana och Robert W. Holley, för upptäckter om den genetiska koden och dess funktion. 
Han tilldelades 1968 Albert Lasker Basic Medical Research Award.
Nirenberg avled 2010 efter en tids sjukdom.